# كفر محمود
كفر محمود إحدى قرى مركز الباجور التابع لمحافظة المنوفية في جمهورية مصر العربية.

## السكان
بلغ عدد سكان كفر محمود 2,595 نسمة، حسب الإحصاء الرسمي لعام 2006.